# 伊賀氏事件
伊賀氏事件（いがしじけん）は、鎌倉時代前期の貞応3年（1224年）6月から閏7月にかけて伊賀氏によって起こった鎌倉幕府の政変。伊賀氏の変ともいう。

## 経過
貞応3年（1224年）6月13日に第2代執権・北条義時が急死。当時、義時の長男の泰時と義時の弟の時房は六波羅探題として京にいた。訃報は16日に京へ伝えられ、泰時は17日に、時房は19日に出京。26日に鎌倉に入ったが、泰時はまず由比ヶ浜に宿をとり、翌27日に自邸に戻っている。その間の18日に義時の葬儀が行われ、その際の兄弟の序列は朝時・重時・政村・実義・有時の順となっており、義時の後妻（泰時の継母）・伊賀の方の長子である政村も嫡子ではなく庶子の一人として扱われている。なお、『吾妻鏡』では泰時の鎌倉到着まで10日を要しており緊急事態にしては遅いが、『保暦間記』では泰時はしばらく伊豆に逗留し、時房がまず鎌倉へ帰って安全を確認した後、泰時も鎌倉に入ったとある。
泰時は、28日に鎌倉殿後見である北条政子の御所に招かれた。政子は泰時を執権に任命することを決め、大江広元もそれに賛同している。だが当時の鎌倉では泰時が政村を討つという噂が流れ、政村の周辺は騒然となっていた。また伊賀の方が泰時の家督継承に反対しているという噂が流れ、風聞によれば伊賀の方は実子・政村を執権職に就けて、兄の伊賀光宗に後見させ、娘婿・一条実雅を将軍に擁立しようとしているということだった。
7月になると、光宗とその弟たちは鎌倉御家人の中でも実力があり政村の烏帽子親である三浦義村邸にたびたび出入りした。万が一、義村が政村・光宗と手を結べば幕府は転覆しかねないと憂慮した政子は、17日の深夜にひそかに義村を訪ね、政村・光宗との関係を詰問し、光宗らと謀反を企てているのでなければ事態の収拾に協力せよと迫った。義村は政村に謀反の気持ちはないと弁明するとともに、光宗兄弟の暴走を制止すると誓った。
閏7月1日、政子は三寅を連れて泰時邸に入り、義村以下の宿老を招集。政子は謀反の計画の存在を語り、謀反を防ぐために協力してほしいと呼びかけた。御家人たちが泰時を支持したことで大勢は決し、伊賀の方は伊豆北条へ、光宗は信濃へ、光宗の弟朝行・光重は九州へ配流となり、公卿である実雅は朝廷に配慮して京都へ送還された後に越前へ配流となった。
しかし彼らに担ぎ上げられそうになった当の政村は処罰を免れ、後に評定衆・引付頭人・連署など要職を経て第7代執権に就任し、終生得宗家に忠実な姿勢を貫いた。また、主犯として処罰を受けた光宗やその弟の朝行・光重も、翌嘉禄元年（1225年）7月の政子の死後間もなく8月から12月に幕政への復帰を許されるなど、寛大な措置が採られた。『明月記』によると実雅の妻だった義時と伊賀の方の娘も、同年11月以降に公家の唐橋通時と再婚するため入京している。伊賀の方についても、嘉禄3年（1227年）2月に実雅の妻の妹が京で公家の西園寺実有と結婚しており、その前年にその母が入京していることから、その母を伊賀の方とする見解もある。
これについては、まだ幕府は黎明期で体制が安定しておらず、あまりにも厳重な処分を下せば波紋が広がり幕府の基盤が揺らぐという憂慮に基づく裁定だったとする解釈や、将軍後継として京より迎えられた三寅（後の九条頼経）の側近で義時の娘婿でもあった一条実雅は既に鎌倉内外の御家人に強い人脈を形成しており、泰時は武力衝突の回避と反泰時派の炙り出しの意味も含めて慎重に対応し続けたとする見方もある。
一方で、通説は幕府の編纂書『吾妻鏡』貞応3年6月28日条に記された伊賀氏謀反の「風説」を事実と認定した上での説だが、『吾妻鏡』の記事中では伊賀氏が謀反を企てたとは一度も明言されておらず、鎌倉入りの前に事前調査させた泰時によって「謀反の噂は事実ではなく、騒ぎ立てるな」と伊賀氏の謀反は否定されており、政子に伊賀氏が処分された事のみが記されている。そのため、この事件はすでに将軍家との血縁もなく、北条本家との関係も希薄となって影響力の低下を恐れた政子が牧氏事件と同じ構図を創り上げて、義時後家として強い立場を持つ事になる伊賀の方を強引に潰そうとして仕掛けたでっち上げで、泰時は政子の画策には乗らずに事態を沈静化させたとする説も唱えられている。北条家の家督問題は本来、義時の後家である伊賀の方が中心となって解決されるべき問題であり、義時の姉とはいえ頼朝に嫁ぎ北条家を離れた政子の介入は不当なものであったとしている。この説については、言及しつつも「通説もなお傾聴すべきであろう」として、その推測を危ぶむ見方もあるが、特にその根拠は示されていない。一方で、陰謀があったかはともかくとして冤罪だった可能性は高いとして支持する見方もある。
なお義時の先妻（正室）姫の前の長子である朝時はこの事件の際には動かなかったものの、『湛睿説草』に収録されている朝時が義時の四十九日仏事を行った際に仏前で読みあげられた言葉を記した「慈父四十九日表白」には日付が閏7月2日とあり、『吾妻鏡』に7月30日に行われたとある公的な四十九日仏事とは別に朝時は自身を施主とした四十九日仏事を行っている。また後年には評定衆への就任を辞退するなど、泰時に対抗する動きを見せている。
事件の翌嘉禄元年（1225年）6月には大江広元が、7月には北条政子が死去しており、泰時主導の体制が固まるまでにはなおも時間を要することになる。

## 事件の主な流れ
特に注記のないものは『吾妻鏡』による。日付は全て貞応3年（元仁元年）（旧暦）による。
- 6月13日 北条義時急死。直ちに六波羅探題にいる北条泰時・時房に対して使者が出される。伊賀の方は出家。
- 6月16日 鎌倉からの使者が六波羅探題のある京都に到着。
- 6月17日 泰時、未明（丑刻）に六波羅を出立して鎌倉に向かう。
- 6月18日 義時の葬儀が行われる。葬儀の際の兄弟の序列は、北条朝時・重時・政村・実義・有時の順。
- 6月19日 時房、六波羅を出立して鎌倉に向かう。
- 6月26日 泰時、時房・足利義氏と共に鎌倉に入るが、この日は由比ヶ浜の別邸に泊まる。なお『保暦間記』によると、泰時は鎌倉への下向途中に伊豆国（本領のある北条か）に逗留して、時房をまず鎌倉入りさせ、安全を確認した後にこの日鎌倉入りしたとしている。
- 6月27日 泰時、鎌倉の本邸に入る。
- 6月28日 泰時が北条政子邸に呼び出されて時房と共に「軍営御後見」（執権の別名）に任ぜられる[注釈 1]。泰時が政村を討つという噂が流れ、政村の周辺は騒然となる。また政村の外戚の伊賀光宗兄弟が執権のことについて憤り、伊賀の方が娘婿の一条実雅を将軍に、政村を執権にして、伊賀兄弟に政治を行わせることをひそかに企てているという噂も流れる。泰時方の人々がその噂を泰時に告げるが、泰時はそのような噂は事実ではないと述べて、驚いたり騒いだりせず、必要のあるもの以外が泰時邸に参じることを禁じた。
- 6月29日 北条時盛（時房の長男）・北条時氏（泰時の長男）が上洛。両人は世間の噂を聞いて鎌倉にいるべきではないかと言ったが、泰時・時房が促して上洛させた。
- 7月5日 伊賀兄弟が三浦義村の館に出入りし、人々は何か密談をしているのではないかと怪しむ。伊賀兄弟は夜に伊賀の方のいる旧義時邸に集まり何かを変えないことを誓い合っていたと女房が泰時に告げるが、泰時は動揺せず兄弟が変わらないことを誓い合うのは神妙なことだと言う。
- 7月13日 『明月記』によると、この時点で時房は再入京しており、翌嘉禄元年（1225年）6月15日まで六波羅探題として在京して活動している。
- 7月17日 鎌倉近郊の者どもが集まり騒動となる。政子が義村邸を直接訪問して事実関係を問いただす。義村は何も知らないと答えるが、政子はなおも問い詰め、義村は政村には全く反逆の心はないが光宗らは何か考えがあるようなので私が制止すると言い、政子を帰らせる。
- 7月18日 義村が泰時邸を訪問して釈明する。泰時は、自分は政村に敵意を持っていないと答える。
- 7月30日 義時の四十九日仏事が行われる。夜に騒動となり御家人が旗を上げ甲冑を着て競い走るが、実際には合戦など起こってないので夜明けには静まる。
- 閏7月1日 三寅・政子臨席の宿老会議が泰時邸にて開催。その場に義村が召喚され、事実上軟禁される。葛西清重・中条家長・小山朝政・結城朝光らも召集され、改めて一同に二心が無いことが確認される。
- 閏7月2日 『湛睿説草』収録の「慈父四十九日表白」によると、朝時が自身を施主とした義時の四十九日仏事を行う。
- 閏7月3日 泰時邸での宿老会議において時房[注釈 2]や大江広元も同席の上で、伊賀の方と伊賀兄弟の処分が決定される。光宗らが実雅を将軍にしようとする陰謀が露見したとして、実雅は公卿のため幕府が勝手に処分できないため京都に送還し朝廷に処分を委ね、伊賀の方と伊賀兄弟は流罪とし、その他の者は罪に問わないとされる。
- 閏7月23日 実雅の京都送還が行われ、伊賀朝行・光重兄弟、光宗の子宗義、甥光盛が同行を許される。源親行、伊具盛重も仰せによらず私的に扈従したため、後にそのことが罪に問われて出仕を止められ、所領を召し放たれている。
- 閏7月29日 光宗の政所執事職を解任し、所領52か所を没収する。母方の叔父の二階堂行村が囚人として預かる。
- 8月22日 実雅が16日に京へ着いたとの知らせがもたらされる。
- 8月27日 光宗が処刑されるとの噂が流れ騒動となるが、事実ではなかったので間もなく静まる。
- 8月28日 『皇帝紀抄』によると、京で騒動があり朝行・光重が六波羅に召し籠められる。
- 8月29日 伊賀の方が伊豆国北条郡、光宗が信濃国にそれぞれ配流される。朝行・光重は時盛と時氏が囚人として預かり、京から九州への配流が決定する。
- 10月10日 朝議にて実雅の越前国への配流が決定（実雅は公卿であるため、幕府の奏請を朝廷がそのまま受け入れて朝議決定とする形が取られた）。
- 10月29日 実雅が解官され越前国へ配流。
- 11月9日 京に留め置かれていた朝行・光重が九州へ配流される。